# Kanton Serrières
Der Kanton Serrières war bis 2015 ein französischer Wahlkreis im Arrondissement Tournon-sur-Rhône, im Département Ardèche und in der Region Rhône-Alpes; sein Hauptort (frz.: chef-lieu) war Serrières. Die landesweiten Änderungen in der Zusammensetzung der Kantone brachten im März 2015 seine Auflösung.
Der Kanton Serrières war 113,11 km² groß und hatte 12.297 Einwohner (Stand 2012).

## Gemeinden
| Gemeinde                  | Einwohner (Stand: 2022) | Code postal | Code Insee |
| ------------------------- | ----------------------- | ----------- | ---------- |
| Andance                   | 1193                    | 07340       | 07009      |
| Bogy                      | 471                     | 07340       | 07036      |
| Brossainc                 | 261                     | 07340       | 07044      |
| Champagne                 | 621                     | 07340       | 07051      |
| Charnas                   | 918                     | 07340       | 07056      |
| Colombier-le-Cardinal     | 335                     | 07430       | 07067      |
| Félines                   | 1874                    | 07340       | 07089      |
| Limony                    | 817                     | 07340       | 07143      |
| Peaugres                  | 2353                    | 07340       | 07172      |
| Peyraud                   | 517                     | 07340       | 07174      |
| Saint-Désirat             | 876                     | 07340       | 07228      |
| Saint-Étienne-de-Valoux   | 274                     | 07340       | 07234      |
| Saint-Jacques-d’Atticieux | 279                     | 07340       | 07243      |
| Savas                     | 896                     | 07430       | 07310      |
| Serrières                 | 1074                    | 07340       | 07313      |
| Thorrenc                  | 322                     | 07340       | 07321      |
| Vinzieux                  | 520                     | 07340       | 07344      |